# Ji (província)
Jizhou foi uma das Nove Províncias da antiga China. (chinês: 九州, pinyin: Jiǔ Zhōu) É referenciado em textos históricos chineses como o Tributo de Yu, Erya e Ritos de Zhou. Consistiu em terras ao norte do Rio Amarelo, incluindo a província moderna Hebei, e os municípios de Pequim e Tianjin. 

## História

### Dinastia Han

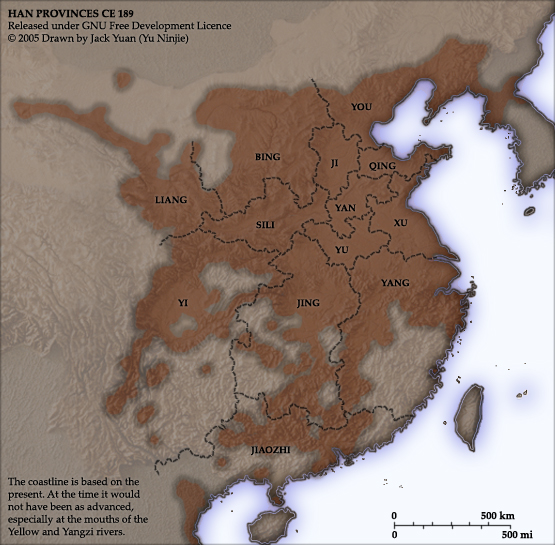
Mapa das províncias chinesas no prelúdio do período dos Três Reinos.
(No final da dinastia Han Oriental, 189 CE).

No final da dinastia Han, grande parte do norte da China, incluindo Jizhou, foi controlada pelo senhor da guerra Yuan Shao e com sede em Ye. Em 200, Yuan Shao foi derrotado pelo rival senhor da guerra Cao Cao na Batalha de Guandu, e morreu pouco depois. Seus filhos Yuan Shang e Yuan Tan assumiram o controle de seus territórios. Nos anos seguintes, Cao Cao lançou uma invasão ao norte da China, captura Ye em 204 e conquistando decisivamente na Batalha da Montanha do Lobo Branco em 207. Cao Cao e seus sucessores controlaram Jizhou para o resto da dinastia Han e o Período dos Três Reinos.